# گروو (کالیفرنیا)
گروو (به انگلیسی: Grove) یک منطقهٔ مسکونی در ایالات متحده آمریکا است که در شهرستان مندوسینو، کالیفرنیا واقع شده‌است. گروو ۱۲۳ متر بالاتر از سطح دریا واقع شده‌است.